# 新日ちゃんぴおん。
『新日ちゃんぴおん!』（しんにちちゃんぴおん!）は、テレビ朝日の『バラバラ大作戦』（金曜第1部）枠で放送のバラエティ番組。

## 概要
新日本プロレスのプロレスラーたちによる"プロレスバラエティ"。毎週日曜日（土曜深夜）に放送中の試合中継番組『ワールドプロレスリング』とも連動 し、試合の面白さや選手たちの知られざるプライベートやバラエティ企画を送る。
地上波では関東ローカルの扱いであるものの、放送後TELASAで配信されるほか無料見逃し配信をTVerやABEMAなどで実施。後日新日本プロレスワールドでは完全版を配信している。
2021年10月改編で、番組タイトルを『新日ちゃん。』から『新日ちゃんぴおん。』に改題した。
2023年、テレビ朝日の平日深夜バラエティゾーン「バラバラ大作戦」で最も面白い番組を決める第5回「バラバラ大選挙」でグランプリを獲得。2023年3月25日に特番「現役レスラーが選ぶスゴイ技ベスト20」が放送された。
2023年4月よりバラバラ大作戦の編成都合により17分に縮小のうえ、『新日ちゃんぴおん!』に改題。
現時点でバラバラ大作戦では最長寿番組である。

## 出演者
- 新日本プロレス所属プロレスラー
- 三谷紬（テレビ朝日アナウンサー）[注 1]

## スタッフ
- ナレーション：荘口彰久
- 構成：田口拓矢
- ロケ技術：TSP
- メイク：川口かつら
- 編集：上野大地
- MA：公文竜之介
- 音効：岩永嘉彦
- 編成：米川宝[注 2]（2023年8月5日 - 、同年7月15日までがプロデューサー）、辻慈生
- 協力・写真提供：新日本プロレスリング株式会社
- 制作スタッフ：天野雄太
- ディレクター：阿部雅史、櫛田建太郎[注 3]、杉山桂一、齋藤弘一
- アシスタントプロデューサー：野上理沙
- 演出：川跡友里
- プロデューサー：山本文隆（2023年8月5日 - ）
- ゼネラルプロデューサー：丹羽敦子（2025年7月12日 - ）
- 制作：テレビ朝日ビジネスソリューション本部 コンテンツ編成局第2制作部
- 制作著作：テレビ朝日

### 過去のスタッフ
- 構成：鈴木おさむ
- 編成：宇喜多宏美、大塚脩平
- プロデューサー：北村麻美（2023年8月5日 - 2025年7月5日）
- ゼネラルプロデューサー：鈴木忠親（2023年7月15日まで）、久保信広（2023年8月5日 - 2025年7月5日）